# Franz Kolbrand
Franz Xaver Kolbrand (* 20. April 1892 in Eichstätt; † 18. Dezember 1952 in Berlin-Zehlendorf) war ein deutscher Graphiker, Kunstgewerbler, Plakatkünstler und vor allem Buchillustrator.

## Leben
Seine Eltern waren der Waffen- und Mechanikermeister Franz Kolbrand (sen.) und seine Gattin Wilhelmine geb. Schwarzbeck; der Vater baute 1880 in Eichstätt nach eigenen Entwürfen das erste Hochrad. Nach dem Besuch der Volksschule und von sechs Klassen Humanistischen Gymnasiums in Eichstätt schrieb er sich im Mai 1912 in der Akademie der Bildenden Künste München ein, wo er bei Friedrich Wirnhier, Maximilian Dasio und Robert Engels studierte. Schon im darauffolgenden Jahr, 1913, durfte er erstmals Illustrationen für ein Buch erstellen.
Nach Ausbruch des Ersten Weltkrieges wurde Kolbrand bereits im November 1914 einberufen und kam an die Front, wo er einen Lungenschuss erlitt und nach erneuter Einberufung im April 1916 in den Vogesen nochmals schwer verwundet wurde. Danach wurde er als Geheimzeichner beim Armee-Oberkommando (AOK) 6 eingesetzt. Nach dem Krieg wurde er rasch ein geschätzter Buchillustrator, insbesondere im Dienst des renommierten Münchner Hans von Weber Verlags. Daneben lieferte er – um 1921 – Entwürfe für Spielwaren, die im Arbeitshaus Rebdorf, dem ehemaligen Augustiner-Chorherrenstift bei Eichstätt, von den Insassen umgesetzt wurden. Weitere Arbeiten, von denen die meisten im Original im Zweiten Weltkrieg vernichtet wurden, waren, was seine Heimat betrifft, die Gestaltung einer Eichstätter Münze im Jahr 1922, der Entwurf für eine Kriegerdenkmal in Mühlheim im Jahr 1924, der Wappenentwurf für den Eichstätter Hochschulprofessor Matthias Ehrenfried im Jahr 1924 und die Fertigung der Gefallenengedenktafel der ehemaligen Lehrerbildungsanstalt Eichstätt im Jahr 1926.
1925 ging er nach Weihenstephan, wo er eine Fachschule für Blumenkunst gründete und ab 1926 die Höheren Lehrgänge für Blumenkunst leitete. 1926 wurde ihm bei einem Münzwettbewerb des Reichsministeriums der Finanzen der 1. Preis zuerkannt. Nach 1928 ging er nach Berlin. Hier konnte er sich künstlerisch voll entfalten. Obwohl er sich nie politisch betätigte, durfte er die künstlerische Leitung internationaler Kongresse übernehmen und wirkte bei der Olympiade 1936 künstlerisch mit. Außerdem war er ein gefragter Vortragsredner und schrieb in Fachzeitschriften. Sein erstes größeres Werk – geschmückt mit eigenen Zeichnungen – erschien 1937 beim Berliner Reichsnährstand-Verlag unter dem Titel „Der Grün- und Blumenschmuck. Brauchtum, Festgestaltung und Festschmuck“.
1940 wurde Kolbrand über das Deutsche Volksbildungswerk Berlin zum Organisator des Werkes „Laienschaffen“ der Wehrmacht berufen. Er hatte die Richtlinien für entsprechende Lehrgänge bei dem in Norwegen stationierten deutschen Militär festzulegen, geeignete Lehrkräfte zu gewinnen und  Arbeitsmaterialien zu beschaffen, u. a. zur Vorbereitung  einer Ausstellung  „Laienschaffen der deutschen Soldaten“ in Norwegen. In diesen Jahren kam er nach Dänemark, Schweden, Norwegen, Lappland, Finnland, Litauen, Polen und Russland.
Im Nachkriegs-Berlin wurde er Bühnenbildner am „Little Theatre“ in Berlin-Zehlendorf und Mitarbeiter eines Architekturbüros, dem er Hunderte von Entwürfen lieferte; wahrscheinlich rührt hiervon die gelegentlich erscheinende unrichtige Angabe, er sei Architekt gewesen. Eine letztere größere Unternehmung war für ihn eine Studienreise quer durch Frankreich. In seinem Todesjahr 1952 erschien sein zweites und letztes größeres Werk, „Europa windet den Kranz“, eine historische Abhandlung über die Floristik Europas, die bis in die Gegenwart immer wieder neu aufgelegt wurde.
Seine Arbeiten aus den 1930er/1940er Jahren und damit der größte Teil seines Lebenswerkes sind in den Originalausführungen in den Kriegswirren bzw. unmittelbaren Nachkriegswirren verloren gegangen. Seine von ihm illustrierten Werke erzielen im Antiquariatshandel nicht unerhebliche Preise, was für eine Wertschätzung seiner graphischen Arbeiten bis in die Gegenwart spricht.
Der Nachlass von Franz Kolbrand wurde dem Historischen Verein Eichstätt e. V. übergeben. Der Nachlass wird aufbewahrt unter: „Smlg. Prof. Barth – Nachlass Kolbrand-“

## Von Kolbrand illustrierte Veröffentlichungen
- Rudolf Hans Bartsch: Die Schill‘schen Offiziere. Mit 9 Vollbildern von Franz Kolbrand. 1. Auflage. München: Georg W. Dietrich Verlag, 1913, 134 S.
- Gottfried August Bürger: Balladen. Mit (52) Ursteindrucken von Franz Kolbrand. München: Hans von Weber Verlag, 1919. Einige dieser Lithographien Kolbrands siehe gottfried-august-buerger-molmerswende.de
- Eichstätt. (Unter Mitarbeit von Franz Kolbrand). Das Bayerland. 13, München: Eder, 1920
- Karl Gutzkow: Uriel Acosta. Der Sadduzäer von Amsterdam. Mit (34) Urzinkzeichnungen von Franz Kolbrand. München: Hans von Weber Verlag, 1922.
- Wilhelm Hauff: Die Karawane. Märchenalmanach auf das Jahr 1826. Hans von Weber Verlag, München (1922). Mit zahlreichen Original-Ursteindrucken (Lithographien) von Franz Kolbrand, 4 Bll., 167 S. – In kleiner Auflage bei Dietsch & Brückner, Weimar gedruckt.
- Adalbert Stifter: Abdias. Eine Erzählung. Mit 39 Urzinkzeichnungen von Franz Kolbrand. München: Hans von Weber Verlag, 1923, 2. Auflage 1947.
- Friedrich von Schiller: Wilhelm Tell. Ein Schauspiel. Hrsg. von Franz Kolbrand (der die gesamte künstlerische und literarische Arbeit durchführte). Bad Rothenfelde: Holzwarth-Verlag, 1923.
- Heinrich Heine: Florentinische Nächte. Hans von Weber Verlag, München 1923, 112 S. mit Urzinkzeichnungen von Franz Kolbrand.
- Franz Ciesielski: Wir schaffen Spielzeug. Anregungen für Jung und Alt. Alois Henn Verlag, Ratingen o. J. (ca. 1935), 71 S., mit vielen Abbildungen. Mit einem Vorwort von Franz Kolbrand.
- Josef Pertl: Blumen vors Fenster. Zeichnungen von Franz Kolbrand. Deutsche Gesellschaft für Gartenkultur, Berlin o. J. (1936), 32 S.
- Freude durch Laienschaffen im Reservelazarett. Bearbeitet von Franz Kolbrand. Hrsg. in Zusammenarbeit mit der Heeres-Sanitätsinspektion des OKW vom Dt. Volksbildungswerk in der NS-Gemeinschaft „Kraft durch Freude“ der Deutschen Arbeitsfront. Verlag der Deutschen Arbeitsfront, Berlin [1940], 48 S., illustriert.
- Hermann Liese: Deutsche Kriegsweihnacht 1941. Erasmusruck, Berlin 1941, 79 S. mit Zeichnungen von Franz Kolbrand, Fritz Müller und Rudolf Teichmann.
- Werner Lindner, Erich Kulke, Franz Gutsmiedl (Bearbeiter, in Verbindung mit Herbert Frank, Wilhelm Grebe, Heinrich Hartmann, Franz Kolbrand, Siegfried Nagel, Johann Rosenthal, Georg Wellhausen, Reinhard Wendehorst, Rudolf Westermeyer): Das Dorf. Seine Pflege und Gestaltung. 2. Auflage, Callwey, München 1938; weitere Auflage 1943.
- DU und ICH. Der Jugend-Almanach 1950. Berlin: Erich Schmidt-Verlag, 1949. 157 S. mit zahlr. Abb. (Geschichten von Erich Kloss und Peter Heemskerk bis Oscar Wilde. Illustrationen von Walter Bergmann, Werner Bürger, Magda Karlson, Ruth Käge, Walter Rudolf, Lotte Pfeil, Annemarie Schmidt und Drachenzeichnungen von Franz Kolbrand).

## Eigene Veröffentlichungen
- Gedanken zur Münzgestaltung. Freising (1930)
- Schönheit am Arbeitsplatz. Ein Weg in die Zukunft der Gartengestaltung. In: Die Gartenkunst. 48, 1935, S. 173–179.
- Der Grün- und Blumenschmuck. Brauchtum, Festgestaltung und Festschmuck. Mit Zeichnungen des Verfassers auf 34 Tafeln. Berlin: Reichsnährstand Verlags-GmbH, 1937, 155 S.
- Das Grün im Stadtbild. In: Heimatleben. Jg. 1939, S. 104–115.
- Gegen Kriegskitsch und Denkmalschund. In: Heimatleben. Jg. 1939, S. 256.
- Europa windet den Kranz. Blumenstellen und Blumenbinden als Teil europäischer Kulturprägung. 1. Auflage, Frisinga Verlag, Freising 1952; weitere Auflage 1984; letzte Auflage 2003 beim Verlag Bund Weihenstephaner Blumenbinder, ISBN 3-00-010593-X.